# Emmanuel de Rohan-Polduc
Emmanuel de Rohan-Polduc (Mancha, Spanyolország, 1725. április 18. – Málta, 1797. július 13.) francia főnemes és johannita lovag, a Jeruzsálemi Szent János Szuverén Lovagrend 70. nagymestere 1775-től haláláig.

## Életútja
A neves francia Rohan család egyik ágában született Spanyolországban, ahová apját, Jean de Rohant összeesküvés miatt száműzték. Az ifjú Emmanuel a madridi és a pármai udvarban szolgált. A máltai lovagrendbe lépve több posztot is betöltött, többek között volt admirális (1756-1758), bíró és a tengeri és szárazföldi erők főparancsnoka is. Már Manuel Pinto de Fonseca nagymester uralkodása alatt is felmerült a neve esetleges utódként, ám akkor még Francisco Ximenes de Texada lett a nagymester. Ximenes mindössze két évi uralkodás után meghalt, és ekkor már valóban Rohant választották meg.
Uralkodását végigkísérte a rend elveinek hű megőrzése. Elsőként elődei hibás döntéseit igyekezett korrigálni, leállította a megtorló pereket, igyekezett fellendíteni a kereskedelmet, újra megnyitotta az egyetemet (1779). 1776-ban személyesen részt vett Szent Fülöp ünnepében Ħaż-Żebbuġban, sőt a lakosság kérésére a községnek 1777-ben városi rangot adományozott, és magáról Città Rohan-nak nevezte el. 1631 óta első ízben összehívta a rend általános gyűlését. 1783-ban az angol helyett közös angol-bajor langue-ot hozott létre, amely a lengyel tagokat is magába foglalta. Ő volt az első nagymester, aki engedte, hogy nők lépjenek az udvarába. Valletta védelmére a Marsamxett túloldalán, a mai Sliema helyén, a Dragut Pointnál erőd építésébe fogott, amelyet azonban nem sikerült befejeztetnie, ez a mai Tigné erőd.
A bomlás azonban már megindult, az összeomlást csak késleltetni tudta, elkerülni nem. Elődeitől hatalmas deficitet örökölt, amelyet sikerült ugyan megszüntetnie, ám ekkor Franciaországban államosították a rend minden ingatlanát (1792), ezzel elvesztette bevételei nagy részét, és ezt sosem tudta mással pótolni. A lovagok már régen nem tartották be szegénységi fogadalmukat, a rend tagjai és a máltaiak között mindennaposak voltak az összetűzések. Az egykor nagyszerű flotta pompázatos volt ugyan, ám korszerűtlen, így kénytelen volt hajóit egyenként eladni a Nápolyi Királyságnak, de az Oszmán Birodalom hanyatlásával maga a rend léte is értelmét vesztette. Utolsó nagy eredménye az volt, hogy sikerült magát kivonnia Franciaországnak a britek elleni háborújából. 
1792-ben infarktust kapott, ezután sosem jött helyre teljesen. Rövid betegség után halt meg 1797-ben, halálos ágyán állítólag ezt jövendölve: „én vagyok az utolsó nagymester, legalábbis a tiszteletreméltó és független rendünk utolsó nagymestere”. Mindössze egy évvel az elkerülhetetlen vég előtt halt meg. Törekvései miatt a máltaiak is tisztelték.